# 鬼の風水
『鬼の風水』（きのふうすい）は、岡野麻里安による日本のライトノベルシリーズ。レーベルは講談社X文庫ホワイトハート。1997年に全8巻で完結。
その後、外伝シリーズ（「外伝」2冊、「夏の章」2冊、「秋の章」1冊）も発行されている。イラストは「鬼の風水」シリーズが金ひかる、「外伝」以降が穂波ゆきね。

## あらすじ
私立高校である昴学園の2年生で、応援団に所属する筒井卓也は、「七曜会」と呼ばれる退魔組織に所属する、半人前の『鬼使い』。そんな彼に、ある日修行命令が下された。組織の中でも超一流の術者と名高い篠宮薫とコンビを組み、ある人物を護衛しろというのである。
この修行が、後に人間界と鬼道界の両方を巻き込む程の大きな戦いになるとは、彼はまだ知らなかった……。

## 主要登場人物
声優名があるものは、ドラマCDでのキャスト。
年齢や学年表記があるものは第1期の作中で判明したもの。『夏の章』は第1期8巻ラストから約1ヶ月後という設定なので、おそらく判明時期から1年が経過しており、また『外伝』では2年が経過している。
筒井卓也（つつい たくや）
声 - 福山潤
主人公。高校2年生の17歳（「外伝」では19歳）。アーモンド形の双眸と、やや日に焼けた健康そうな容姿を持つ。
都内の小さな神社・花守神社の宮司一家の末息子で、いわゆる「末っ子長男」。母を除いた全員が「七曜会」に所属する退魔師で、『鬼使い』筒井一族として有名だが、卓也だけはその力をまだ制御できず、半人前だった。が、薫と「七曜会」の仕事を重ねるうち、徐々に制御できるようになる（しかし、その後も事あるごとに力を暴走させている）。
常に、鬼しか感じ取れないフェロモンのような甘い香りを体から発しており（本人は無自覚）、小さな頃から鬼に何度も喰われかけた過去をもつ。が、幼い頃襲われたところを助けてくれた、藤色の狩衣をまとう鬼の少年を忘れられずにいた。
主に、女物の懐剣「藤波」から守護獣・カルラ鳥を召喚して戦う。中盤、薫のサポートを受けた上で、自らの式神・藤丸（通称「チビ」）を生み出す。
第1期完結後、高校を中退して鬼使いの修行に専念する。
篠宮薫（しのみや かおる）
声 - 神谷浩史
卓也よりも1つ年下だが、超一流の退魔師として活躍する少年。つややかな黒髪に漆黒の双眸を持つ美少年である。時折、藤の花の香りを発する。
人間の父親と鬼の母親を持つ『半陽鬼』と呼ばれる存在で、妹がいる。半分鬼であるため、鬼にしか使うことの出来ない術（「鬼八卦（おにはっけ）」など）を行使することが出来、それが度々役に立っている。仕事の際は六壬式盤に似た道具「鬼羅盤（おにらばん）」を使う事もあるが、これも鬼でなければ使えない道具。
常に紫色のスーツと白いスタンドカラーの、シルクのシャツを身にまとう。また戦闘時には、サファイアのピアスとルビーの指輪から、それぞれ雷龍と火龍を召喚することもある。
割と無口で必要なことしか喋らず、滅多なことで感情を表に出さないが、妹には見破られることがある。卓也も、ある程度までは目を見るだけで彼の意思を読むことができる。
父親との確執のせいか「個人」に興味がなく、過去に男女関係なくかなりの人間と関係を持ってきたが、卓也と出会ってからは彼に一種の執着を見せ始め、第1期終盤で恋仲に。卓也が放つ香りに翻弄され、「人間」と「鬼」の狭間で苦悩しながらも、人間としての愛を告げ、彼が死ぬまでは共にいる決意を固める。
実は、かつて藤の木の下で鬼に襲われた幼い卓也を助けた、鬼の少年である。
篠宮透子（しのみや とうこ）
声 - 水樹奈々
薫の妹で14歳。薫と同じ漆黒の髪と双眸を持ち、大抵は和服を着ている、しとやかな少女。薫の数少ない肉親である。
『姫羅盤』と呼ばれる存在で、人間界と鬼道界を通して最強と言われるほどの力を持つ、生きた呪具。人間界と鬼道界の争いは、実質のところ彼女の争奪戦である。『夏の章』第1巻では、ほとんどの力を前作で失っているにも拘らず、七曜会と張り合う「北辰門」の者の手で、京都に溜まった陰の気の人柱にされそうになる。
鬼道界の黒鉄公子と相思相愛であるが、争いのため離れ離れになっている。半陽鬼であるが故に「愛しさのあまり、いつか相手を食ってしまうのでは」という不安を兄と共有しており、「母が父を食わなかったのだから、私たちも大丈夫」と信じて兄を諭す、大人びた一面も。
黒鉄（くろがね）公子
声 - 小西克幸
鬼道界をまとめ、支える王である羅刹王（らせつおう）の息子。ウェーブのかかった黒髪を伸ばした、豪胆かつ心根の優しい美丈夫。父である羅刹王が、透子を『陽の呪具』にしようとしているのを阻止しようとする。
羅刹王が倒れた後は鬼道界の王として鬼達をまとめるも、父の兄弟達をはじめとする複数の反黒鉄派に命を狙われている。
藤丸（ふじまる）
作中中盤、卓也が薫の補助を受けて、自らの霊気を使って生み出した式神。卓也が無意識に「幼い頃に自分を助けてくれた鬼の少年」をイメージしたため、幼い頃の薫によく似ている。
本来、式神は作り出した人間の気しか持たないが、上記の理由から藤丸には薫の気が少し混じっている。
外伝以降では、五行の力を持つ小槌や笛を操ることで、さまざまな術を使うようになる。
青江（あおえ）
『夏の章』より登場。当初は北辰門の一員だった半陽鬼で、眼鏡をかけている。父親は羅刹王だが、「王位継承権はない」と示すためか女名前である「瑠璃」を与えられた。人間界に潜む鬼達の一部の信頼を得ており、「瑠璃公子」と呼ばれる。
卓也に執着し、隙あらば薫から奪い取ろうとする。現在は、鬼道界、北辰門、七曜会の三者より追われる身。

## 人間界側関係者

### 筒井家（花守神社）
優美子を除いた全員が「七曜会」所属の退魔師として活躍する一家。アーモンド形の瞳は家族のほぼ全員に遺伝している。
筒井野武彦（つつい のぶひこ）
筒井家の家長で、『鬼使い』筒井一族の統領。常にタンクトップやアメリカ軍の認識票のレプリカを身に着けている。妻の優美子をモデルにした少女小説シリーズを、「夢野らぶ子」名義で出版している。『外伝』で急性虫垂炎に苦しめられるが、薫に鬼の術で一時的に肩代わりしてもらったこともある。薫と卓也の仲が進展するのを認められずにいる。
筒井一美（つつい かずみ）
筒井家長女。26歳になる、きりっとした容姿の美女。父の秘書のような役もこなす。
筒井不二子（つつい ふじこ）
筒井家次女。23歳の華やかな美女。使う術の属性が火であるためか、性格も苛烈。
筒井三奈子（つつい みなこ）
筒井家三女。20歳くらいの外見の娘。日光で、連れ去られた少女たちを磁場の歪みから護るために術を使う。
筒井飛四子（つつい ひよこ）
筒井家四女。19歳。姉・一美と飛行機に乗っていて異変を察知し、手で触れた人から知識を読み取る感応能力を駆使して、搭乗中だった飛行機の墜落を免れさせた。
筒井五津美・六津美（つつい いつみ・むつみ）
筒井家五女&六女。双子で、服装にやや違いがある以外よく似ている。二人組で言霊を使った術を使う。よく藤丸をおもちゃ扱いする。
筒井優美子（つつい ゆみこ）
一美から卓也までの姉弟の母にして、野武彦の妻。聖司の姉でもあるが、術者ではない。
渡辺聖司（わたなべ せいじ）
声 - 森川智之
「七曜会」所属の退魔師で、卓也たちの母方の叔父。渡辺綱の末裔でもあり、花守神社の神主として、離れに居候する。卓也との行動が多い。長い髪を下ろし、大抵の場合、白小袖に白袴か、神主装束をまとう。5巻目で中国語を話せることが判明。
卓也を思うあまり、薫を敵視している一面もある。作品全体を通して2度、重傷を負い、病院に入院している。
筒井俊太郎（つつい しゅんたろう）
卓也たちの遠縁にあたる少年。『夏の章』から登場。見習いの鬼使いで、修行のため本家へやってきた。

### その他
伊集院健児（いじゅういん けんじ）
昴学園の応援団団長（3年生）。空手の有段者だが、暴力を必要以上に嫌う。風を駆使する『風使い』でもあり、卓也と薫の初任務の際、その力を発揮した。
白鳥暁生（しらとり あきお）
応援団副団長（3年生）で、健児の幼馴染。茶髪を長く伸ばした優男だが、剣道の有段者。鉄芯を入れた扇を武器とすることもある。
伊集院雪之介（いじゅういん ゆきのすけ）
健児の曽祖父で、「七曜会」に所属する術者。人間界と鬼道界の間にある「障壁」を維持する役目を担う108歳の老人。
終盤で「七曜会」の会長の座に就く。
三島春樹（みしま はるき）
大阪・天王寺に住む、「七曜会」の関西支部長。男名前だが柔道の強い108歳の老婦人（雪之介と同期）。透子をかくまい、その後見となる。『夏の章』では北辰門の手の者に重傷を負わされる。
篠宮京一郎（しのみや きょういちろう）
声 - 小杉十郎太
薫と透子の父。「七曜会」所属の退魔師で、「制鬼輪（せいきりん）」などの術を行使する。籐子を失った後、鬼に憎しみを覚え、その血を引く自分の息子たちを否定し続けたが、そのきっかけは羅刹王が仕組んだものだった。
透子をめぐる戦いの中で、最終的に息子たちへの愛情を思い出し、羅刹王達を相手に奮戦して死ぬ。
蝶丸（ちょうまる）
声 - 山口勝平
高千穂の山奥に住んでいた少年。山伏装束で行動する。かつて「七曜会」の退魔師だと名乗った魏震華（ウェイ・チェンホア）に家族を殺されたため、復讐の機会を窺っている。
北条月子（ほうじょう つきこ）
薫の保護者のような位置にいる、ショートヘアの美女。特殊能力（メドゥーサの瞳のように、見た物を石化させる）があるため、常に色の濃いサングラスをしている。
薫の元情人の一人で、薫の想いが卓也に移ったことに嫉妬し、最終的には「七曜会」を裏切って卓也を殺そうと目論むが、当の薫に阻止されて死ぬ。
クリストファー・R・カラス
声 - 子安武人
第1期5巻目に登場する聖司の知人で、イギリス人の白魔術師だが、七曜会香港支部に所属している。日本語を流暢に操り、さらに中国語が話せる。黙っていれば、肩まで伸びた金髪に日焼けした肌を持つ、長身のアングロ・サクソン系美青年。
実はゲイで、普段見せる、陽気・のんきなアメリカ人のような態度は一種の演技。

## 鬼道界側関係者
羅刹王（らせつおう）
声 - 速水奨
鬼道界の王で、黒鉄の父。純白の肌と髪、深紅の瞳、額に象牙色の角が2本ある。黒鉄以上の長身で肩幅も広いが、全体のバランスが取れている美丈夫。性格は冷酷。鬼道界を安定させるため、呪具としての透子を狙う。最終的に薫を乗っ取ったものの、卓也の手刀に刺されて死ぬ。
魏震華（ウェイ・チェンホア）
声 - 三木眞一郎
表向きは香港の華僑で財閥の御曹司だが、真の顔は羅刹王の軍師。金砂・銀砂という式鬼（しき）を従える。
籐子（とうこ）
羅刹王の妹で、篠宮京一郎にさらわれた挙句、妻となった鬼の姫。『姫羅盤』であったため、娘である透子を産んで死ぬが、その魂は羅刹王の下にあった。
玉花（ぎょっか）公女
羅刹王の妹。外伝1作目に登場。黒鉄から王位簒奪を目論む。
白銀（しろがね）公子
玉花の息子。『多々羅』を名乗り、薫たちに近づいた。
石榴（ざくろ）
『夏の章』から登場。青江の部下とも言える鬼。
石墨（せきぼく）
『夏の章』の「鳴神」に登場。細工師。かつて、芙蓉姫（ふようき）という女性の鬼のために魅了の力を持つ簪や耳飾りを作った。青江に脅迫され、呪具・鳴神を七曜会の依頼である呪具・桂花と同時に作ることになり、消滅。

## 用語
鬼使い（おにつかい）
鬼を使役神として使う、人間の術者。鬼を使役するためには人並み外れた霊能力を必要とするため、一部の家にしかその秘術は伝わっていない。
鬼道界（きどうかい）
鬼の世界。人間界と一部重なり合う、別の時空に存在していて、その境目は「障壁」と呼ばれる壁で往き来を制限されている。
七曜会（しちようかい）
日本における退魔関係者たちのトップに立つ団体。創設は鎌倉時代末期。当時散逸しかけていた、日本の退魔師たちの秘術を集約し、その力を使って日本を鬼や悪霊から守ることを目的として創られた。以後700年近くの間、日本の退魔師たちのトップに立ち続けている。
半陽鬼（はんようき）
鬼と人間との間に生まれた混血児のこと。鬼は陰の気が極まったものなので、陰の要素しか持たないが、人間の血が混じると半陰半陽となる。そのため、「半分陽の気が混ざった鬼」=「半陽鬼」と考えた。本作の造語。普通の人間よりも霊力・生命力が高く、怪我の回復も早い。
姫羅盤（ひめらばん）
鬼道界の巫女姫の別称。大地の気を操り、思いのままに万象を動かす力を持つ、生きた羅盤。通常、その力は母から娘へと受け継がれ、子を産むと力を失うという。
「照日（てるひ）」・「闇月（やみづき）」・「鬼月（おにづき）」
「照日」「闇月」はそれぞれ七曜会の持つ秘宝。本来は、姫羅盤の力を安定させるための呪具だが、ある程度強い力を持つ術者がその力を増幅する目的で使うことも出来る。「鬼月」は「闇月」を奪った鬼道界側が、それを改良して作り上げた呪具。
七星（しちせい）
7つの星が彫りこまれた、櫛の形をした銀色の呪具。七曜会の象徴で、唯一姫羅盤の暴走を止めることが出来る。
北辰門（ほくしんもん）
京都を呪術的に護ってきた安倍晴明の子孫を中心に構成される、退魔組織。『夏の章』から登場。
月鬼（つきおに）
月から降りてきたとされる鬼の一族。作中ではその1人が渡辺綱によって封じられている。月光を力の源とし、普通の鬼よりも陰の気が強いため、日中活動するには強い陽の気を持つ人間を食って陽の気を得てからでなければならない。いずれ滅びる運命にあったらしい。

## 余談
- このシリーズに登場する「七曜会」の数年後を描いたシリーズとして「七星の陰陽師」シリーズがあり、渡辺聖司も登場する。

## シリーズ一覧
- 「鬼の風水」
  - 薫 —KAORU— （1995年4月）
  - 卓也 —TAKUYA— （1995年7月）
  - 透子 —TOUKO— （1995年10月）
  - 鬼啖 —KITAN— （1996年1月）
  - 鬼哭 —KIKOKU— （1996年5月）
  - 追儺 —TSUINA— （1996年8月）
  - 薫夜 —KAGUYA— （1996年12月）
  - 風水 —FŪSUI— （1997年5月）
- 「鬼の風水 外伝」
  - 薫風 —KUNPŪ— （2004年6月5日）
  - 比翼 —HIYOKU— （2004年9月）
- 「鬼の風水 夏の章」
  - 双月 —SŌGETSU− （2007年8月）
  - 鳴神 —NARUKAMI− （2007年11月）
- 「鬼の風水 秋の章」
  - 月鬼 —TSUKIONI− （2011年2月）

## ドラマCD
1. 薫 —KAORU— （2006年3月29日）
2. 卓也 —TAKUYA— （2006年6月25日）
3. 透子 —TOUKO— （2007年5月25日）
4. 鬼啖 —KITAN— （2007年11月10日）
5. 鬼哭 —KIKOKU— （2008年7月25日）